# Волошин, Алексей Прохорович
Алексе́й Про́хорович Воло́шин (13 февраля 1920, Тамбовская губерния — 24 июня 2020, Москва) — советский офицер-артиллерист, Герой Советского Союза (1943), награждён четвёртой по старшинству военной наградой США — медалью «Серебряная звезда» (1944). За время боёв подбил 20 танков. Участник Парада Победы на Красной площади в Москве (1945).

## Биография
Родился 13 февраля 1920 года под Тамбовом в крестьянской семье. Отец (Прохор Еремович Волошин, 1896 года рождения, участник Первой Мировой войны) и мать (Ульяна Митрофановна Волошина, 1898 года рождения) в 1921 году из-за разрухи и голода Гражданской войны переехали на родину матери в село Синявка Каневского района Черкасской области Украинской ССР. Алексей был вторым ребёнком в семье. Семья жила трудно. А. Волошин вспоминал, что в 1932 году в семье варили суп из пшена: бульон он выпивал, а пшено клал в карман и шёл семь с половиной километров в школу. А в 1933 году уже и пшена не было. Но учился он на одни пятёрки. В 1936 году вступил в ВЛКСМ, а в 1938 году окончил 10 классов школы села Степанцы.
Окончив школу, переселился в Одессу, где жил, работал и учился до Великой Отечественной войны. С 1943 года являлся членом ВКП(б). С февраля по май 1939 работал плановиком-чертёжником (завод «Красный сигнал»), с марта по ноябрь 1940 года — экспедитор, а с февраля по июль 1941 года — начальник экспедиции цеха (Одесская кондитерская фабрика). Одновременно учился в Одесском институте инженеров мукомольной промышленности (ныне Одесская национальная академия пищевых технологий) и к июню 1941 года окончил обучение на третьем курсе.

### Великая Отечественная война
С началом Великой Отечественной войны добровольно пришёл в военкомат: «надо идти воевать, а то война без нас кончится». Как студента технического института его направили в Одесское артиллерийское училище имени М. В. Фрунзе. Вскоре училище эвакуировали в Николаев (пешим порядком), а далее на поезде в Камышлов. В районе Запорожья эшелон попал под бомбёжку и Алексей получил первое лёгкое осколочное ранение. Училище разместилось в посёлке Сухой Лог.
5 февраля 1942 года А. Волошин получил звание лейтенанта и был направлен в 54-й гаубичный артиллерийский полк РГК Юго-Западного фронта на должность командира огневого взвода. 13 марта 1942 года был ранен, а после госпиталя, с апреля 1942 года, продолжил службу в должности адъютанта командира формирующегося в Сталинграде 1104-го пушечного артиллерийского полка.

#### Сталинградская битва
С июля по август 1942 года был командиром взвода управления батареи того же полка, вошедшего в 62-ю армию. Полк был вооружён 152-мм пушками-гаубицами. В дальнейшем полк перевели в 64-ю армию, а он стал командиром батареи. В июле 1942 года на реке Мышкова, израсходовав четыре снаряда (больше не было), батарея накрыла скопление пехоты и подбила танк. Это был первый подбитый танк в полку и на его личном счету.
В августе был переведён в 271-й стрелковый полк внутренних войск НКВД, входивший в 10-ю стрелковую дивизию внутренних войск НКВД на должность командира батареи полковых 76-мм пушек. Вся дальнейшая боевая судьба была связана с этой дивизией.
271-й полк базировался в Сталинграде. В своих воспоминаниях А. Волошин так рассказывал о сентябрьских боях в юго-западной части города:

Вообще-то самые жуткие впечатления от войны, я получил при обороне Сталинграда. Преимущество немцев было подавляющее. Их самолёты буквально по головам ходили. А что? Авиации нашей нет, зенитная артиллерия вся на прямой наводке погибла. Поэтому найдёшь какую-нибудь ямку, вживаешься в землю — хочешь продавить её грудью.— 
Накал боёв был таков, что несмотря на то что Волошин был командиром штабной батареи, ему с артиллеристами приходилось ходить в штыковую атаку: «В батарее оставалось 16 человек, пошли в штыковую атаку — осталось восемь».
13 сентября во время одного из артналётов противника получил тяжёлое ранение в ногу выше колена. Рану перевязала 12-летняя девочка Тамара, использовав свой платок. После войны он приезжал в Сталинград и пытался найти девочку, но безуспешно. Квалифицированная медицинская помощь была оказана только через сутки. Врачи, опасаясь гангрены, хотели отрезать раненую ногу, но Волошин настоял на операции и сохранении ноги. Операция проходила без наркоза.
Из-под Сталинграда был сначала отправлен в госпиталь в Саратов, а затем как тяжело раненный, в Томск, где он лечился около трёх месяцев. 16 января 1943 года в госпиталь пришла телеграмма начальника артиллерии 181-й Сталинградской ордена Ленина дивизии (так стала именоваться 10-я стрелковая дивизия внутренних войск НКВД после переформирования по штатам РККА) с просьбой направить А. Волошина обратно в часть, и 17 января его выписали.

#### Участие в Курской битве
Вернувшись в дивизию, снова стал командовать батареей 76-мм полковых пушек 271-го Нижневолжского стрелкового полка (так стал называться полк после перевода из НКВД в РККА). Закончив переформирование, 181-я стрелковая дивизия была переведена в конце февраля в Елец, а дальше пешим десятидневным маршем переброшена под Севск, где принимала участие в деблокировании 15-го кавалерийского корпуса. В своих воспоминаниях А. Волошин отмечал тяжёлые условия, в которых приходилось воевать: нехватка тягловых лошадей заставляла впрягаться и тянуть пушки номерам расчётов, недостаток питания приводил к общему ослаблению личного состава, люди завшивели и начали заболевать тифом. В этих условиях полк занял оборону правее Севска. В результате А. Волошин заболел тифом и в течение апреля лечился в госпитале.
В мае 1943 года дивизия была выведена в резерв, а в июне переведена в тыл 13-й армии. В оборонительной фазе Курской битвы 272-й стрелковый полк принимал участие лишь прикрывая тыловые рубежи обороны, до которых немецкое наступление не дошло. Но в наступательной фазе полк принял активное участие. В первые дни наступления 15 и 16 июля батарея под командованием А. Волошина вышла непосредственно в порядки батальона, завязшего в немецкой обороне, и уничтожила два ДЗОТа и две огневые точки. 17 июля командир батареи А. Волошин возглавил группу пехотинцев и, ведя батарею в её рядах, овладел населёнными пунктами Мишино, Соложёнки, Волготное. Его батарея уничтожила 8 ДЗОТов и одну пушку. Выведя орудия на прямую наводку, артиллеристы с дистанции 200 метров поразили два немецких танка. При смене позиции батарея попала в танковую засаду и потеряла три орудия из четырёх. Сумев вытащить наименее повреждённое орудие, артиллеристы в сумерках обошли узел сопротивления и смогли скрытно приблизиться на дистанцию 100 метров. Подбив третий танк, батарея обеспечила успешное продвижение дивизии на данном участке. Действия батареи обеспечили успех полка и полка-соседа слева. Один из танков подбил лично, встав к прицелу орудия. За потерю трёх орудий начальник артиллерии дивизии пригрозил ему судом, но командир дивизии генерал-майор А. А. Сараев, высоко оценив действия командира батареи для общего успеха наступления дивизии, приказал наградить орденом. В результате за бои 15, 16 и 17 июля А. Волошин был представлен к ордену Ленина, но награждён орденом Красного Знамени.

#### Участие в штурме Чернигова и битве за Днепр

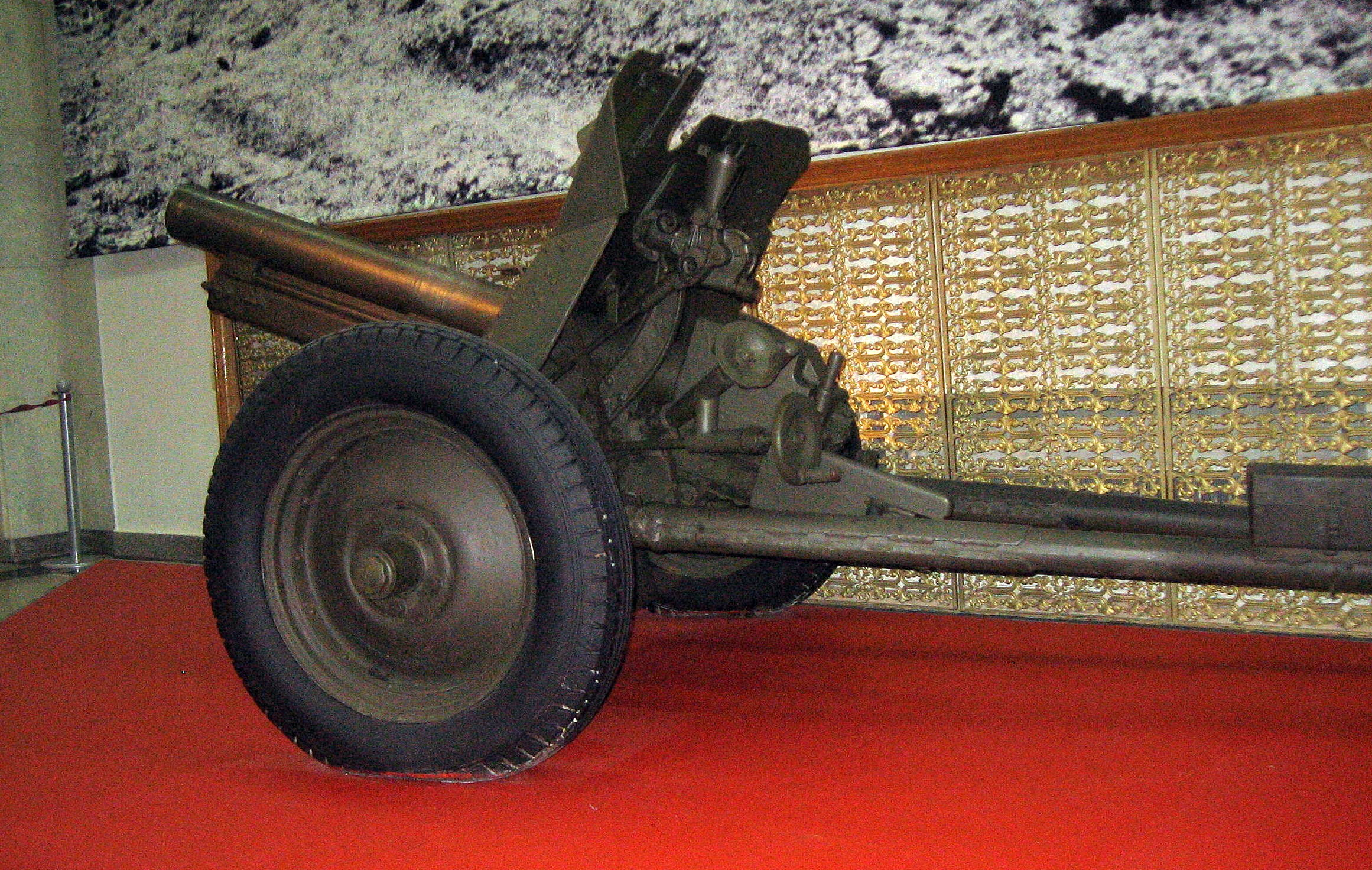
76-мм полковая пушка обр. 1943 г.

18 сентября 271-й стрелковый полк первым форсировал Десну, за ним переправилась и вся дивизия, но упёрлась в хорошо укреплённый противником город Чернигов. Основу обороны составляли немецкие танки (разведка доносила о примерно ста танках). 20 сентября ночной атакой батальон 271-го стрелкового полка ворвался на улицы Чернигова и к 4 часам на здании горкома партии был вывешен красный флаг, а к шести утра город был освобождён. Во время штурма Чернигова батарея А. Волошина, шедшая в рядах наступающего батальона, подбила 5 танков противника. После удачных действий при штурме Чернигова он был переведён на должность начальника артиллерии (начарт) 271-го стрелкового полка.
26 сентября, форсировав с ходу Днепр, 271-й стрелковый полк захватил плацдарм глубиной до четырёх километров. А. Волошин сумел так организовать переправу батареи, что в течение получаса все орудия были доставлены на правый берег. Противник попытался сбросить защитников плацдарма в Днепр, контратаковав при поддержке пяти тяжёлых танков «Тигр». Артиллеристы смогли поджечь два танка. Позиции артиллеристов подверглись бомбардировке, но А. Волошин смог вывести орудия из-под удара без потерь в личном составе и материальной части. Узлом обороны плацдарма стало село Колыбань. 28 сентября противник перешёл в наступление. Опираясь на заминированное железнодорожное полотно, первый огневой взвод под командованием А. Волошина подбил 5 танков. Противник атаковал участок 292-го стрелкового полка, сумел углубиться в оборону и разгромил штаб. Артиллеристы под непосредственным управлением начарта подбили ещё шесть танков. 28 сентября батарея, которой он непосредственно командовал, подбила 11 немецких танков. Отвечая на комсомольской конференции на вопрос, как ему удалось подбить одиннадцать танков за день, А. Волошин сказал:

Наверное со страха: впервые увидел «тигров»! В каждого направил по две пушки и метался туда-сюда, проверяя правильность наводки; даже заглядывал в ствол пушки. А иначе где бы мы с моими ребятами были бы? На том свете?— 
За форсирование Днепра и бои на плацдарме старший лейтенант А. Волошин был представлен к званию Героя Советского Союза, которое было присвоено 16 октября 1943 года указом Верховного Совета СССР с вручением ордена Ленина и медали «Золотая Звезда» (СССР). Всего за время участия в боевых действиях он, лично или непосредственно командуя артиллерийскими подразделениями, подбил 20 немецких танков.
С января 1944 года назначен начальником артиллерии 292-го стрелкового полка. В июне 1944 года получил касательное ранение в живот и был отправлен в Киев для лечения. Не долечившись до конца, получил разрешение съездить в Москву. На вокзале у Алексея Прохоровича открылось кровотечение, и его госпитализировали. Из госпиталя он попал в Кремль на вручение Золотой звезды. После церемонии Главный маршал артиллерии Н. Н. Воронов предложил ему поступить в Артиллерийскую академию РККА имени Ф. Э. Дзержинского. А. Волошин успешно сдал экзамены, а на параде 7 ноября 1944 года нёс знамя академии.

#### Награждение медалью Серебряная звезда

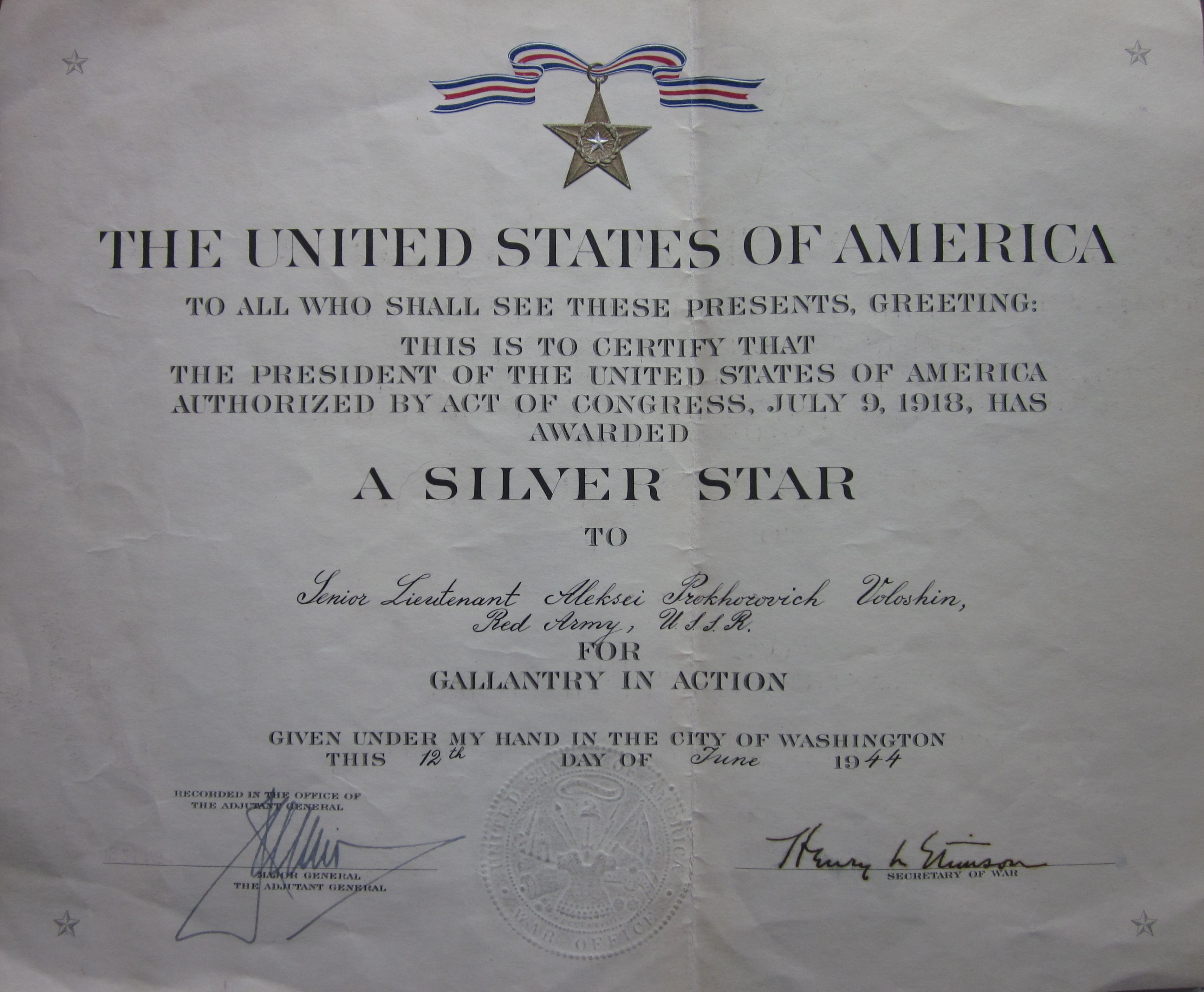

12 июня 1944 года президент США Франклин Рузвельт подписал указ о награждении четырёх советских младших офицеров, ранее представленных к званию Героя Советского Союза, медалью Серебряная звезда. Награждаемые офицеры должны были представлять разные рода войск: танкист, пехотинец, сапёр, артиллерист. В октябре 1944 года личный представитель президента США Гарри Гопкинс, посол США Аверелл Гарриман и американский военный атташе вручили медали Серебряная Звезда советским офицерам. Однако к моменту вручения награды офицер-сапёр уже погиб.

### После войны
24 июня 1945 года в звании майора участвовал в Параде Победы, где был знаменосцем от Артиллерийской академии. 25 июня участвовал в торжественном приёме в Грановитой палате Большого Кремлёвского дворца.

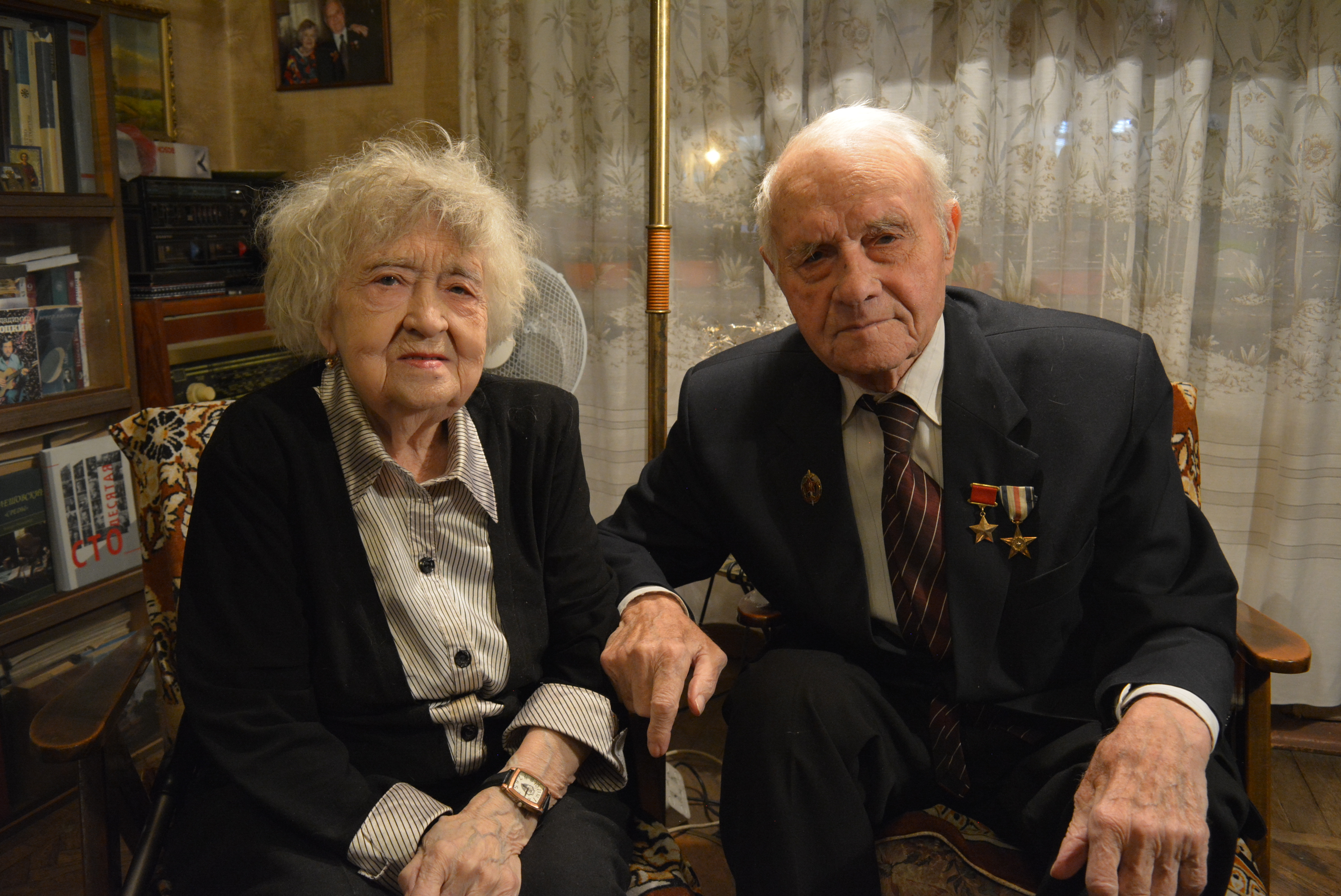
Супруги Волошины: Алексей Прохорович и Нинель Константиновна у себя дома. Москва. 2016 год

С 1948 по 1949 год командовал артиллерийским дивизионом 3-го гвардейского мотострелкового полка. В 1949 году окончил академию, а в 1950 году Высшие академические курсы офицеров разведки Генерального штаба Вооружённых сил СССР. С 1950 по 1951 гг. проходил службу офицером и старшим офицером в ГРУ Генштаба. С января 1956 по май 1957 года был в зарубежной командировке и далее до 1963 года проходил службу на должности старшего офицера отдела внешних сношений ГРУ.
В 1964 году завершил обучение на Высших академических курсах при военной артиллерийской Академии. Далее, до увольнения в запас в сентябре 1975 года, служил старшим научным сотрудником 3-го НИИ Сухопутных войск.
С 1976 и до ухода на пенсию в 1985 год руководил Московским городским стрелково-спортивным клубом ДОСААФ.
Супруга Нинель Константиновна Волошина.
Скончался 24 июня 2020 года на 101-м году жизни. 29 июня похоронен с воинскими почестями на Троекуровском кладбище.

## Награды

### СССР
- звание Герой Советского Союза и Медаль «Золотая Звезда» № 2429 (16 октября 1943 года)[15][7][3]
- Орден Ленина № 13941 (16 октября 1943 года)
- Орден Красного Знамени (22 сентября 1943 года)
- Орден Отечественной войны I степени (11 марта 1985 года)[6]
- Орден Красной Звезды (30 декабря 1956 года)[6]
- Медаль «За оборону Сталинграда» (13 сентября 1943 года)[16]
- Медаль «За победу над Германией в Великой Отечественной войне 1941—1945 гг.» (22 июня 1945 года)[17]
- медаль «За боевые заслуги» (19 ноября 1951 года)[6]
- другие медали.

### США
- Серебряная звезда (12 июня 1944 года)[10][15][7][3].

## Память
- 18 февраля 2025 года в Москве на фасаде дома 17, на Тверской улице, установлена мемориальная доска Герою Советского Союза Алексею Прохоровичу Волошину[18].